# Arconville
Arconville es una comuna francesa situada en el departamento de Aube, en la región de Gran Este.

## Demografía
| 161 | 148 | 104 | 123 | 162 | 148 | 107 |
| Para los censos de 1962 a 1999 la población legal corresponde a la población sin duplicidades (Fuente: INSEE [Consultar]) |     |     |     |     |     |     |